# Doris Schwaiger
Doris Isabella Schwaiger-Robl (Allentsteig, 28 de fevereiro de 1985) é uma ex-jogadora de vôlei de praia austríaca, medalhista de bronze no Campeonato Mundial Sub-21 de 2005 no Brasil e no Campeonato Europeu Sub-23 de 2006 na Áustria e medalhista de ouro no Campeonato Europeu de 2013 na Áustria.

## Carreira
No vôlei de praia iniciou a competir internacionalmente ao lado de sua irmã Stefanie Schwaiger e disputaram o Campeonato Mundial Sub-19 de 2002 em Xylokastro, finalizando em nono, e juntas estrearam profissionalmente no Circuito Mundial de 2003 no Grand Slam de Klagenfurt e obtendo o nono posto no Mundial Sub-21 de 2003 em Saint-Quay-Portrieux. 
Ao lado de Stefanie Schwaiger obteve a medalha de bronze no Campeonato Mundial Sub-21 de 2005, realizado no Rio de Janeiro e repetiu o feito no Campeonato Europeu Sub-23 de 2006 sediado em Sankt Pölten.
Ela atuando com Stefanie Schwaiger disputou os Jogos Olímpicos de Verão de 2008 e os Jogos Olímpicos de Verão de 2012.
Ao lado de Stefanie Schwaiger conquistou a medalha de ouro no Campeonato Europeu de 2013 em Klagenfurt e em 2014 anuncia sua aposentadoria.

## Títulos e resultados
- Grand Slam de Xangai do Circuito Mundial de Vôlei de Praia de 2013
- Aberto de Marselha do Circuito Mundial de Vôlei de Praia de 2010
- Aberto de Kristiansand do Circuito Mundial de Vôlei de Praia de 2009
- Aberto de Xangai do Circuito Mundial de Vôlei de Praia de 2011
- Aberto de Dubai do Circuito Mundial de Vôlei de Praia de 2008
- Aberto de Praga do Circuito Mundial de Vôlei de Praia de 2014
- Aberto de Kristiansand do Circuito Mundial de Vôlei de Praia de 2008